# Такуми Минамино
Такуми Минамино (на японски: 南野 拓実) е японски футболист, който играе за Монако и националния отбор на Япония.

## Успехи

### Отборни
Ред Бул Залцбург
- Австрийска Бундеслига
  - Шампион (6): 2014/15, 2015/16, 2016/17, 2017/18, 2018/19, 2019/20
- Купа на Австрия
  - Носител (4): 2014/15, 2015/16, 2016/17, 2018/19

 Ливърпул
- Английска висша лига
  - Шампион (1): 2019/20
- Купа на Англия
  - Носител (1): 2021/22
- Купа на лигата на Англия
  - Носител (1): 2021/22
- Шампионска лига
  - Финалист (1): 20211/22

 Япония
- Купа на Азия
  - Сребърен медалист (1): 2019

 Япония до 23 г.
- Купа на Азия
  - Шампион (1): 2016

## Индивидуални
- Най-добър новобранец в Джей лигата на Япония: 2013

## Национален отбор
| Япония | Япония | Япония |
| Година | Мачове | Голове |
| ------ | ------ | ------ |
| 2015   | 2      | 0      |
| 2018   | 5      | 4      |
| 2019   | 15     | 7      |
| 2020   | 4      | 1      |
| 2021   | 5      | 4      |
| Общо   | 31     | 16     |